# Theodor Anckarsvärd
Wilhelm Theodor Anckarsvärd, född 18 april 1816 i Dörby församling i Kalmar län, död 12 januari 1878, var en svensk arkitekt.

## Biografi
Theodor Anckarsvärd föddes 1816 på Tingby i Dörby socken. Han var son till major Gustaf Magnus Anckarsvärd i armén och Maria Regina Pijhlgardt.
Anckarsvärd, som studerat vid Kungliga Akademien för de fria konsterna i Stockholm, började sin karriär som tillförordnad konduktör vid Stockholms byggnadskontor. 1852 blev han länsbyggmästare i Växjö, och från 1855 till året före sin död var han intendent vid Fångvårdsstyrelsen där han efterträdde Carl Fredrik Hjelm. Han efterträddes av Carl Nestor Söderberg

### Familj
Anckarsvärd gifte sig 9 september 1862 med kvinnosakskämpen Ellen Nyström (1833–1898), dotter till intendenten Axel Nyström och Eva Sofia Rung. De fick tillsammans diplomaten Cossva Anckarsvärd (född 1865).

## Verk i urval
- Växjö Teater 1849
- Rådhus i Växjö (numera Stadshotell)
- Drevs kyrka, 1852.
- Sankt Sigfrids sjukhus 1857.
- Villa Kvikkjokk, Djurgården, Stockholm 1859.
- Långholmens centralfängelse, Stockholm 1874-1880.
- Länscellfängelset i Göteborg
- Länscellfängelset i Örebro 1856
- Länscellfängelset i Uppsala 1859
- Länscellfängelset i Umeå 1861
- Länscellfängelset i Östersund 1861

## Bilder

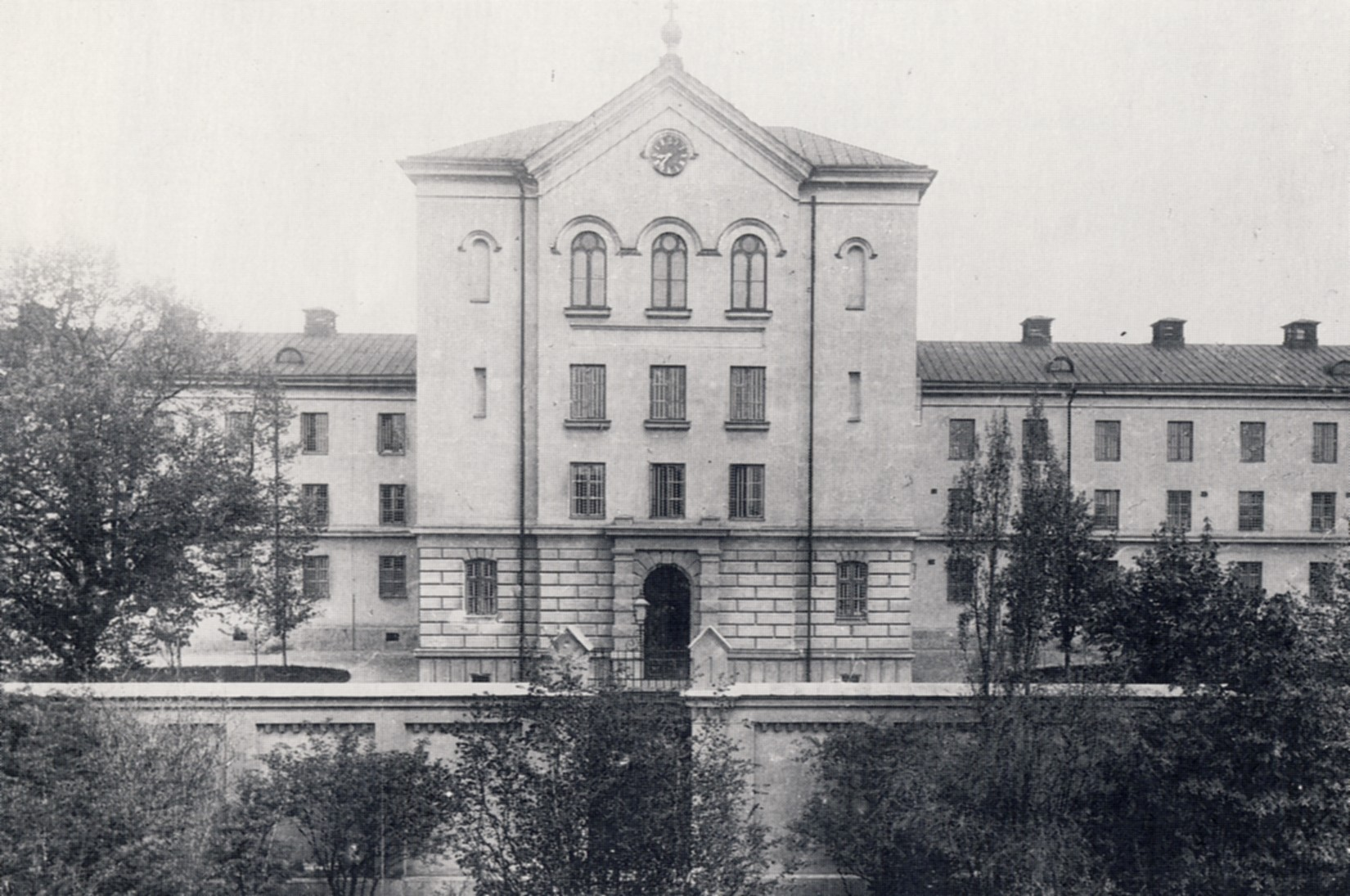
Långholmens centralfängelse.
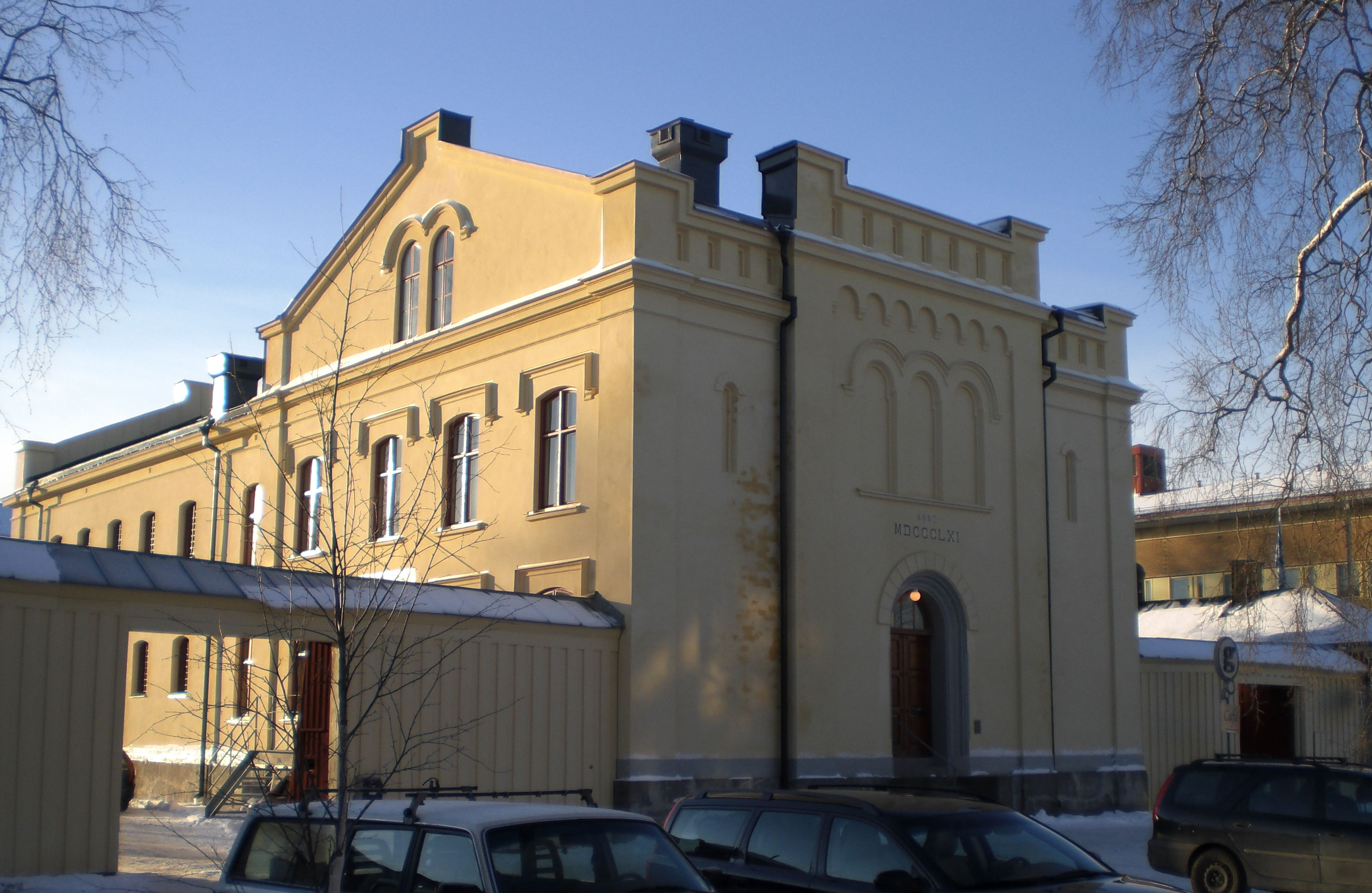
Länscellfängelset i Umeå.
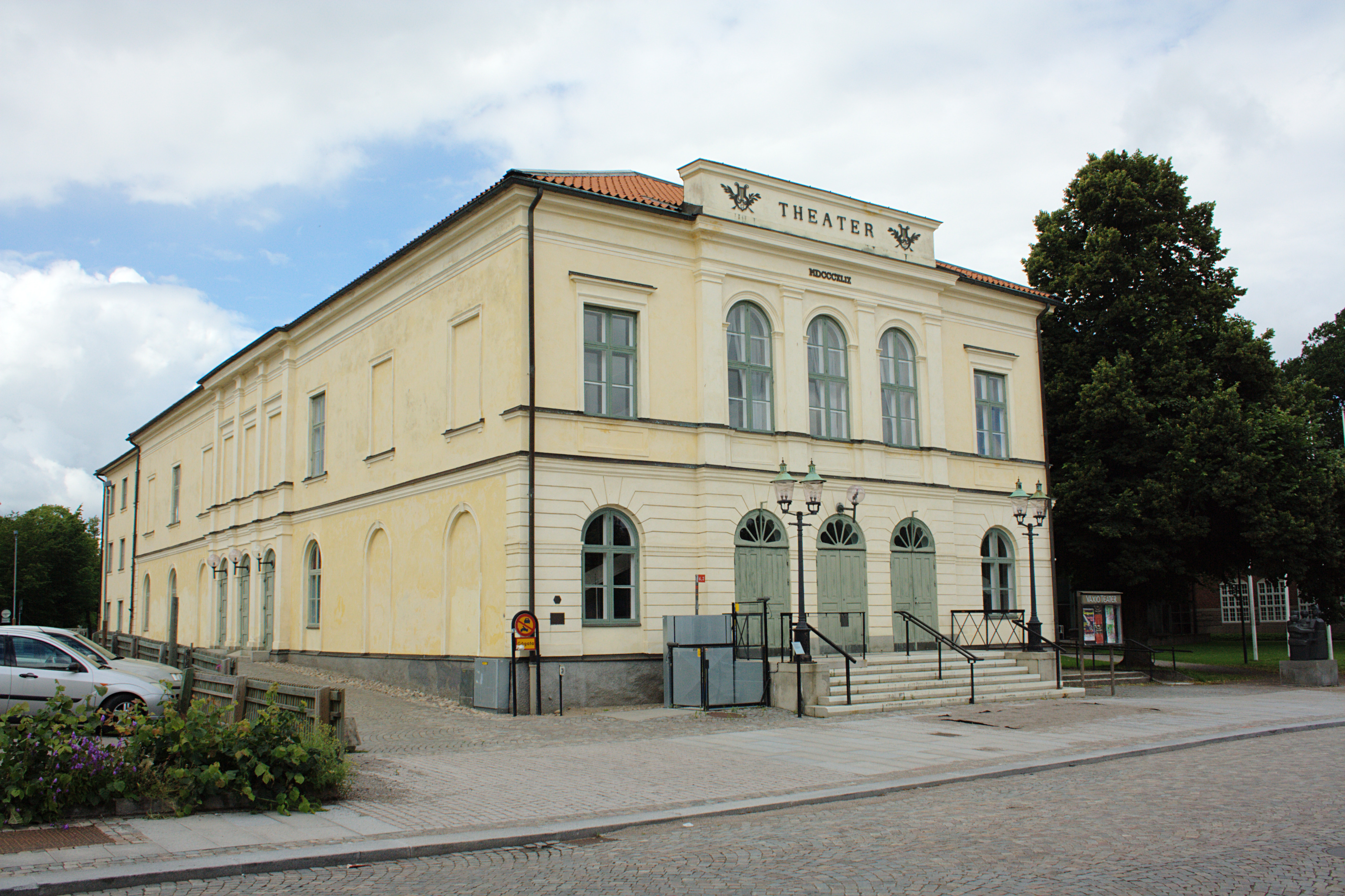
Växjö teater.
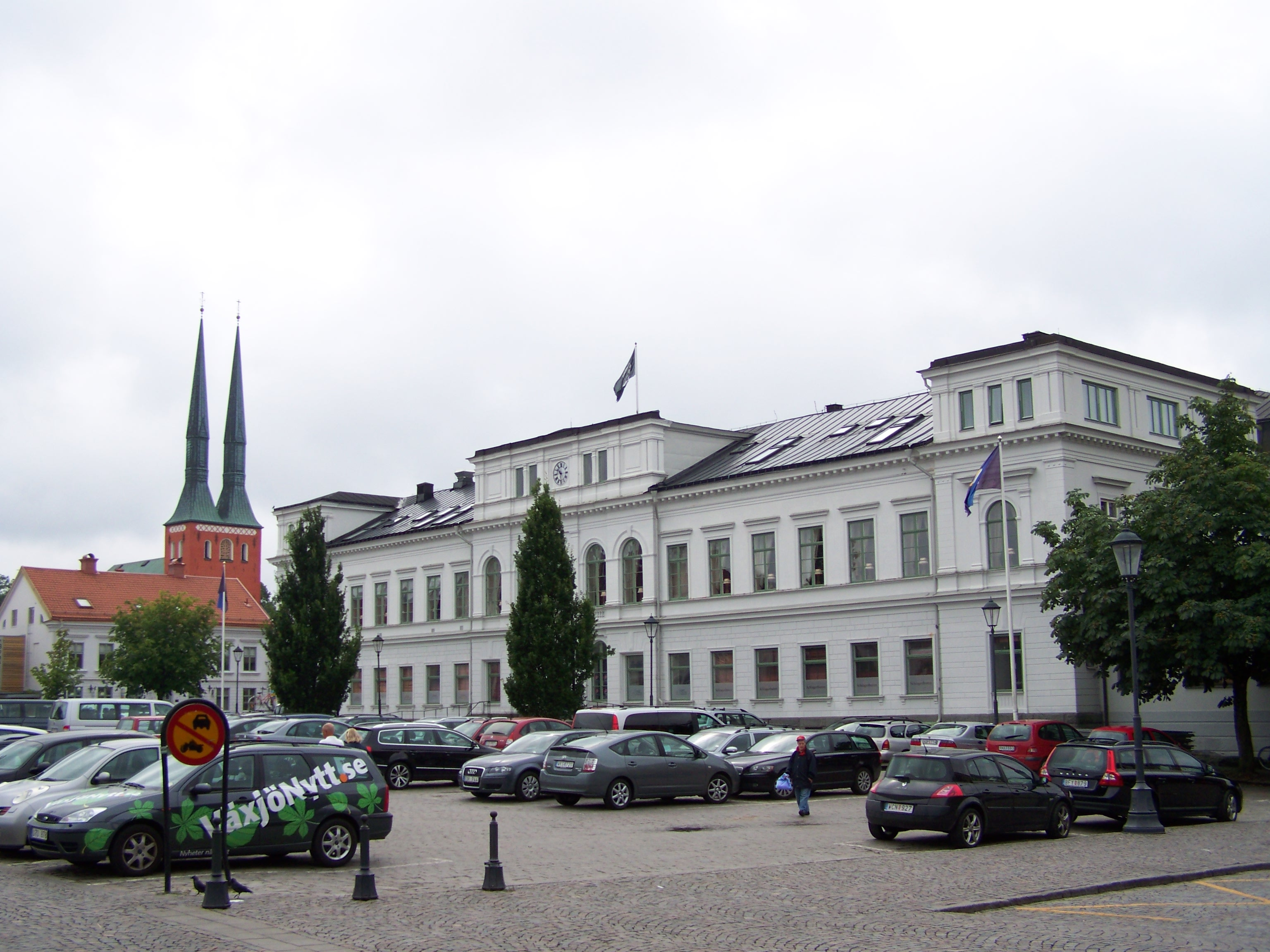
Växjö stadshotell
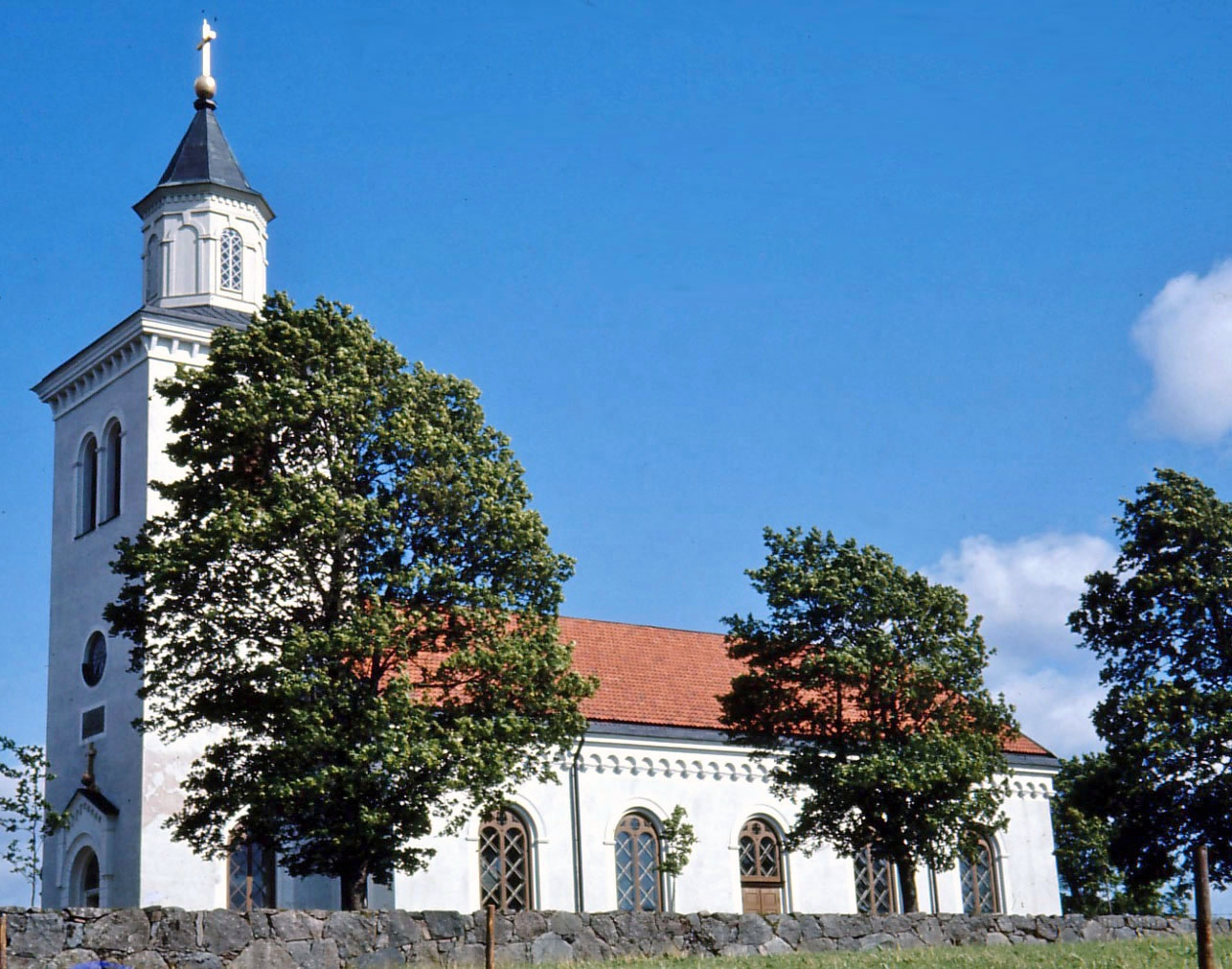
Drev-Hornaryds kyrka